# Carl Haller von Hallerstein

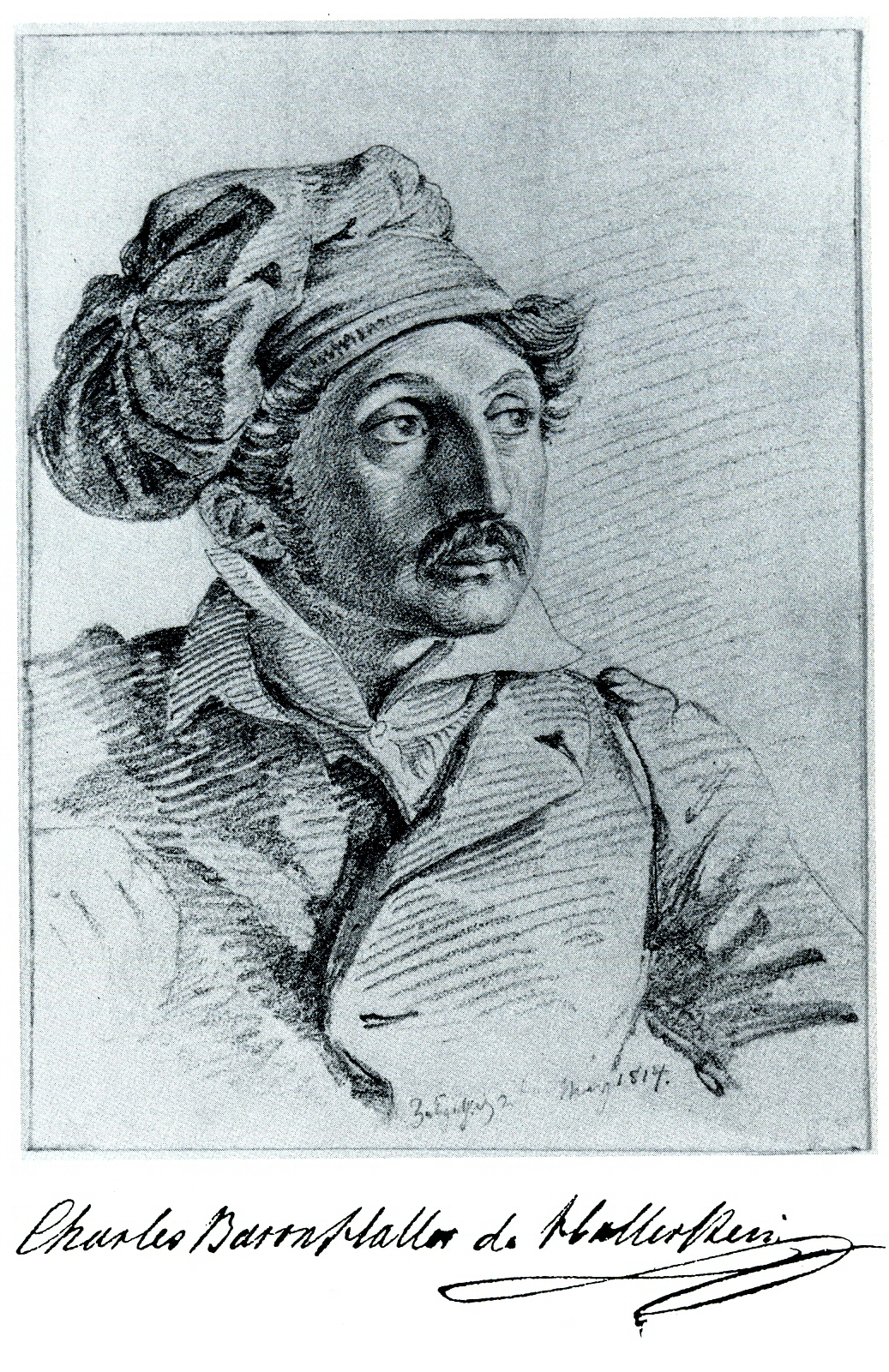
Hallerstein in einer Zeichnung Stackelbergs aus dem Jahr 1814

Johann Carl Christoph Wilhelm Joachim Haller von Hallerstein (* 10. Juni 1774 im Pflegschloss Hiltpoltstein; † 5. November 1817 in Ambelakia, Thessalien, Griechenland; Begraben in Paleo Pantelaimonas, Pieria, Griechenland) war ein deutscher Architekt und früher Archäologe.

## Leben
Haller von Hallerstein stammt aus der Familie Haller von Hallerstein, einer der ältesten Patrizierfamilien der Reichsstadt Nürnberg. Zur Zeit seiner Geburt stand sein Vater Karl Joachim Haller von Hallerstein im Dienstgrad eines Majors und war Pfleger im Nürnbergischen Pflegamt Hiltpoltstein. Seine Mutter war die geborene Freiin Amalie von Imhoff auf Mörlach. Er war das achte von zehn Kindern und verbrachte sein erstes Lebensjahr in Hiltpoltstein. 1775 zog die Familie in das benachbarte Städtchen Gräfenberg, da das Hiltpoltsteiner und Gräfenberger Pflegamt zusammengelegt und von da an in Personalunion von seinem Vater betrieben wurden. Im Alter von 14 Jahren wurde er von seiner Familie zur Erziehung als Edelknabe an den Hof des Fürsten Ludwig von Nassau-Saarbrücken entsandt, wo er drei Jahre lang Pagendienste leistete. Während seines Dienstes dort wurde er Fähnrich im Hausbataillon und später Leutnant. Er studierte mit Unterstützung des Fürsten Baukunst an der Carlsakademie in Stuttgart. Er setzte sein Studium fort an der Berliner Bauakademie unter David Gilly. Dort lernte er die Kunstfertigkeit von dessen Sohn Friedrich Gilly kennen, die ihn stark beeindruckten. Nach ungefähr 7 oder 8 Jahren verließ er Berlin, da er als Bauinspektor nach Nürnberg abberufen wurde. Hier übernahm er die Leitung beim Abbruch des Rathausgitters, das von Peter Vischer mit Figuren ausgeschmückt worden war. Hiervon fertigte er vor dem Abbruch einige Bleistiftzeichnungen an.
Da er bereits einen Ruf als begabter Architekt des frühen Klassizismus hatte, entsprach das Alltagsgeschäft in Nürnberg jedoch nicht seinen Talenten. Daher bemühte er sich intensiv um ein Stipendium, das ihm die Freistellung von den Dienstpflichten ermöglichte. Im April 1808 gewährte ihm der bayerische königliche Hof ein anderthalbjähriges Reisestipendium zum Studium der antiken Architektur. Auf seiner Reise nach Italien machte er im Juni 1808 auch Station in Tölz, von wo er Wanderungen über Benediktbeuern, Kochel, zum Walchensee und durch die Jachenau unternahm. Dabei fertigte er diverse Landschaftsskizzen, die heute im Kunstmuseum der Stadt Nürnberg aufbewahrt werden. Haller besuchte 1808 zunächst Rom, wo er die frühe christliche Architektur studierte. Im Juni 1810 reiste er über Neapel, Korfu und Korinth nach Athen. Auf der Studienreise wurde er von Jakob Linckh, Peter Oluf Brøndsted, Otto Magnus von Stackelberg und Georg Koës begleitet. 1811 lernte er in Athen die englischen Architekten Charles Robert Cockerell und John Foster (1786–1846) kennen, mit denen er die antiken Bauwerke Athens studierte.
1811 besichtigte Haller mit Linckh und Stackelberg die Ruinen des Aphaiatempels auf der Insel Ägina. Dabei entdeckten sie im Schutt der Ruine 17 Giebelskulpturen des Tempels und verschiedene weitere Fragmente. Durch Vermittlung des Bildhauers Martin von Wagner wurden die „Ägineten“ für den damaligen Kronprinzen Ludwig (später König Ludwig I. von Bayern) angekauft. Sie befinden sich in der Münchener Glyptothek. Noch im selben Jahr grub Haller von Hallerstein mit Gropius, Linckh, Stackelberg, Bröndsted und Foster die Ruine des Apollontempels bei Bassae aus. Der dort gefundene Relieffries befindet sich seit 1814 im British Museum. Später leitete er Ausgrabungen in Ithaka und begann mit Grabungen in der Ruine des Theaters auf Milos, die er vorzeitig beenden musste.
Auf einen Entwurf Hallers geht der Bau der Walhalla bei Regensburg zurück, die nach dem Vorbild des Parthenon in Athen gestaltet ist.
Haller starb nach kurzer Krankheit 43-jährig in Ambelakia (Thessalien), einer Gemeinde am südlichen Fuße des Olymp.

## Familie
Karl Joachim Haller von Hallerstein (1. Juli 1733–22. Mai 1793, seit 1790 Reichsfreiherr) war ein ehemaliger herzoglich-braunschweigischer Hauptmann. Er hatte sich am 20. Mai 1766 mit der Freiin Sophia Amalia Louisa Imhoff von Mörlach (6. Oktober 1737–24. Juli 1788) vermählt, der Schwester des Indienfahrers Carl von Imhoff, die ihm 10 Kinder gebar. Ihre Eltern waren Christoph Albrecht Carl von Imhoff (1692–1766) und seiner Frau Maria Juliana Sophia (geborene von Calenberg, ca. 1695–1750). Von seinen Geschwistern sind folgende bekannt:
- Christoph Jakob Wilhelm Carl Joachim Haller von Hallerstein (1771–1839), war ein älterer Bruder, der Zeichner, Miniaturmaler und Radierer war.[7] Die Werke der Brüder wurden teilweise, wohl aufgrund mehrerer gleicher Vornamen, untereinander vermischt.
- Georg Friedrich Christian Karl Joachim Reichsfreiherr Haller von Hallerstein (5. Dezember 1775–12. Juni 1829), königlich preußischer Major.

## Werke (Auswahl)
Zeichnungen

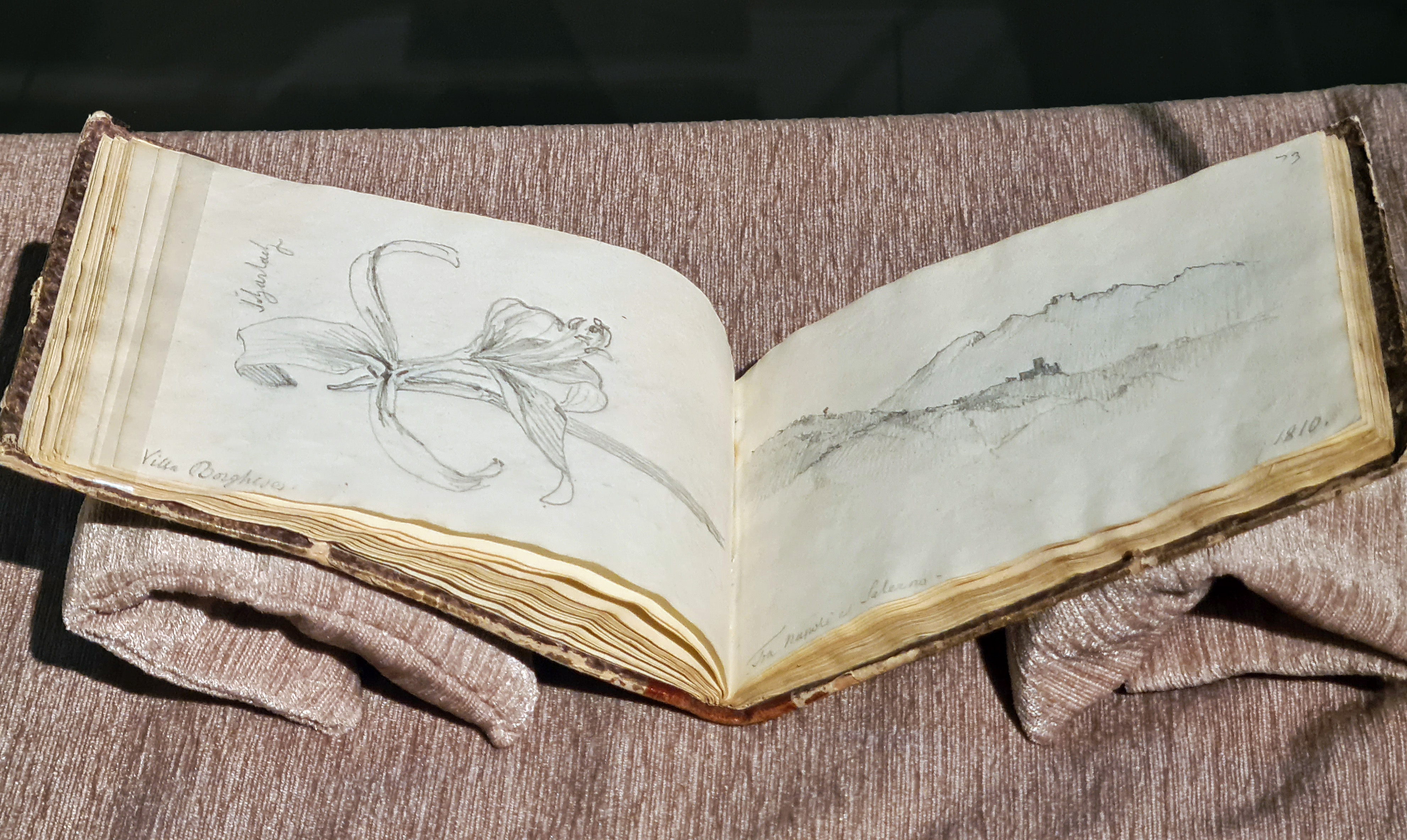
Skizzenbuch um 1810

- 3 Porträts in Miniatur 1798 (als Dilettant)
- Entwurf eines Denkmals für Friedrich Gilly 1800
- Entwürfe für Theaterdekorationen
- Pläne und Zeichnungen von Carl von Haller Hallerstein in Italien und Griechenland (1810–1817) (Skizzenbuch, numistral.fr bei der BNU Strassburg).
- Entwürfe für die Glyptothek und die Walhalla 1814

Kupferstiche
- Festdekoration zum Namenstag der Königin am 18. Juni 1807

Bauten
- Fassade des Hauses Theresienstr. 9
- Fassade des Bertelmayerschen Hauses (später Gewerbemuseum) in der Königstraße
- Umbau des großen Hauses der Museums-Gesellschaft in der Königstraße.

Schriften
- Georges Roux (Hrsg.): Karl Haller von Hallerstein: Le Temple de Bassae. Relevés et dessins du temple d'Apollon à Bassae, conservés à la Bibliothèque nationale et universitaire de Strasbourg. Bibliothèque nationale et universitaire de Strasbourg, Strassburg 1976, ISBN 2-85923-000-9.